# عمر داو
عمر داو (انگلیسی: Oumar Daou؛ زادهٔ ۱۳ مهٔ ۱۹۵۵) دیپلمات اهل مالی و یک کارشناس سیاسی است.
در سال ۲۰۱۷ به عنوان سفیر دائمی و تام‌الاختیار مالی در رواندا منصوب شد (اوت ۲۰۱۷).
داو از سال ۲۰۱۵ تا ۲۰۱۷ سمت دبیرکلی وزارت امور خارجه مالی برعهده داشت.
در سال ۲۰۰۸، به عنوان نماینده دائمی مالی در سازمان ملل متحد منصوب شد. داو در سال ۲۰۰۹ ریاست هیئت اجرایی بین‌المللی یونیسف را عهده‌دار شد.
داو از سال ۲۰۰۴ تا ۲۰۰۸ مدیر امور سیاسی وزارت امور خارجه بود. وی پیش از آن از سال ۱۳۸۲ تا ۱۳۸۳ معاون امور سیاسی وزارت و از سال ۱۳۸۰ تا ۱۳۸۲ رئیس اداره سازمان‌های بین‌المللی بود.

## زندگی‌نامه

### دوران جوانی و تحصیلات
داو در باماکو، مالی متولد شد، او در خانواده آمادو دائو، شهردار سابق باماکو و مدیر بسته آرپی‌ام مالی به دنیا آمد و مادرش فانتا دائو، پرستار سابق در بیمارستان جی در باماکو بود. او در لیسی موز در سگو تحصیل کرد و در دانشگاه پکن تحصیلات خود را ادامه داد و در رشته فلسفه و تاریخ مدرن مدرک کسب کرد. در سال ۱۹۸۶ به تحصیل در امور دیپلماتیک پرداخت، از جمله موفق به کسب مدرک کارشناسی ارشد از مؤسسه مطالعات دیپلماتیک قاهره در سال ۱۹۹۰و مؤسسه آموزش و تحقیقات سازمان ملل متحد (UNITAR) در سال ۱۹۸۶ شد.

### جوایز و افتخارات
داو در سال ۱۹۸۷ مفتخر به دریافت جایزه شهروند دوستی ناگازاکی ژاپن و نشان افتخار ملی دو مالی در سال ۲۰۰۶ شد.